# نیکولای کروگلوف جونیور
نیکولای کروگلوف جونیور (روسی: Никола́й Никола́евич Кругло́в؛ زادهٔ ۸ آوریل ۱۹۸۱) ورزشکار دوگانه، و وکیل اهل روسیه است.
وی همچنین برندهٔ جوایزی همچون نشان دوستی شده‌است.